# Ніколай Лі Кос
Ніколай Лі Кос (дан. Nikolaj Lie Kaas, нар. 22 травня 1973, Редовре, Данія) — данський актор.
Батьки Ніколая — Пребен Кос та Анне-Марі Лі — були акторами. Ніколай Лі Кос дебютував у кіно у 17 років роллю юного борця опору у військовому фільмі Серена Краг-Якобсена «Хлопчики із Санкт-Петрі». За цей фільм він отримав обидві данські кінонагороди «Боділ» та «Роберт» як найкращий актор другого плану. У 1998 році він закінчив Данську національну школу театру і зіграв в «Ідіотах» Ларса фон Трієра, знову отримавши премію «Боділ» за роль другого плану.
Надалі Лі Кос успішно чергував ролі у комедійних та серйозних постановках, знімаючись у таких режисерів як Сюзанна Бір, Андерс Томас Йенсен та Крістоффер Бое, неодноразово отримував данські кінонагороди. У 2012 році отримав нагороду «Роберт» за головну чоловічу рольу фільмі «Смішна людина».

## Вибрана фільмографія
- Ідіоти (1998)
- У Китаї їдять собак (1999)
- Відкриті серця (2002)
- Реконструкція (2003)
- Зелені різники (2003)
- Кандидат (2008)
- Ангели та демони (2009)
- Містеріум. Початок (2013)
- Номер 44 (2015)
- Британія (серіал, 2018)
- Франкенштейн (2025)